# Липицы (Московская область)

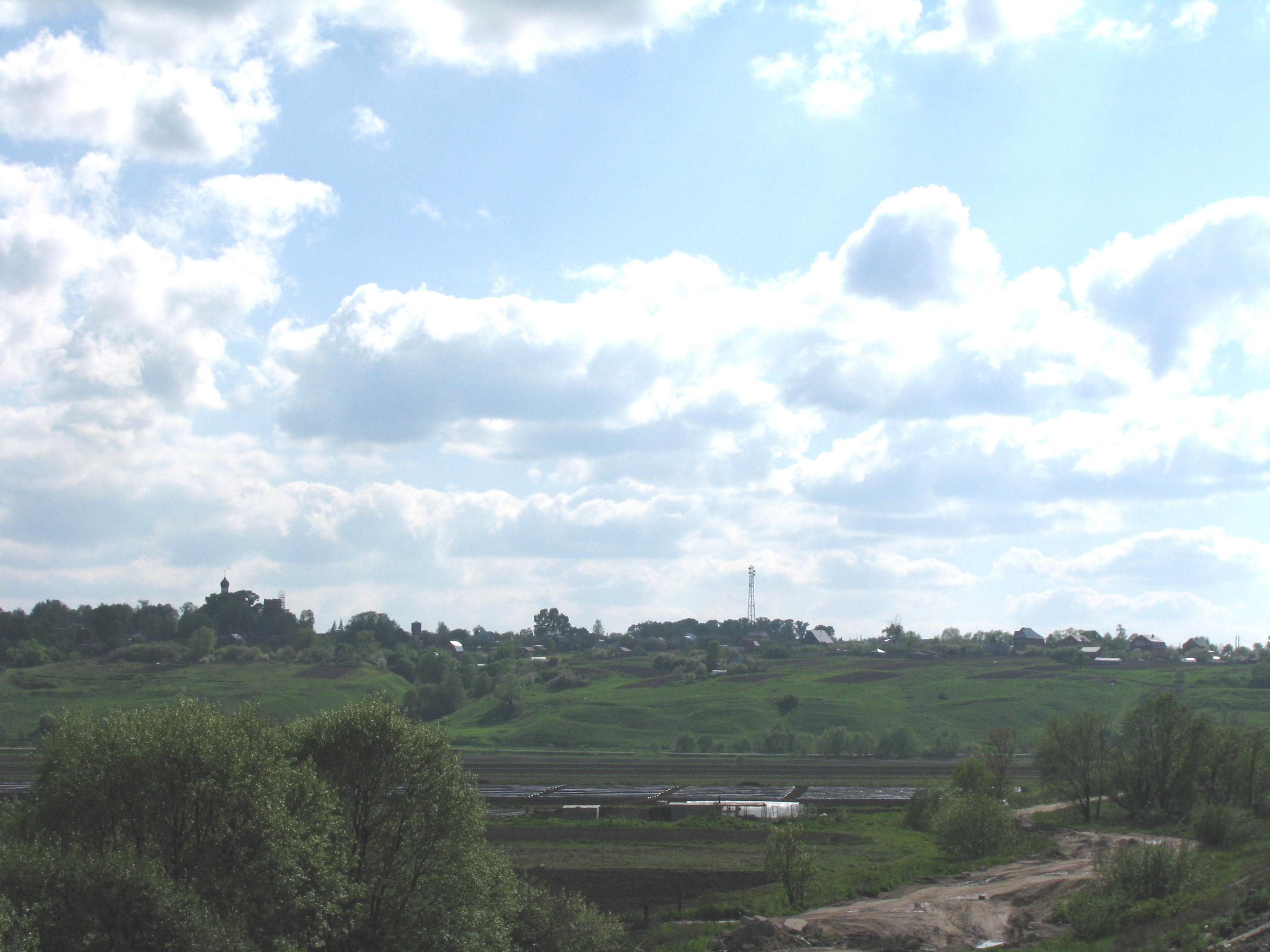
Вид на село Липицы со стороны Оки

Ли́пицы — село в Московской области России. Входит в городской округ Серпухов.

## География
Расположено в южной части района, на правом берегу Оки, над долиной реки. Через село проходит шоссе, связывающее Лукьяново и Пущино, в непосредственной близости проложена федеральная трасса M2 «Крым», отделяющая Липицы от Михайловки и Банино. С востока к селу примыкают деревни Вечери и Селино.

## История

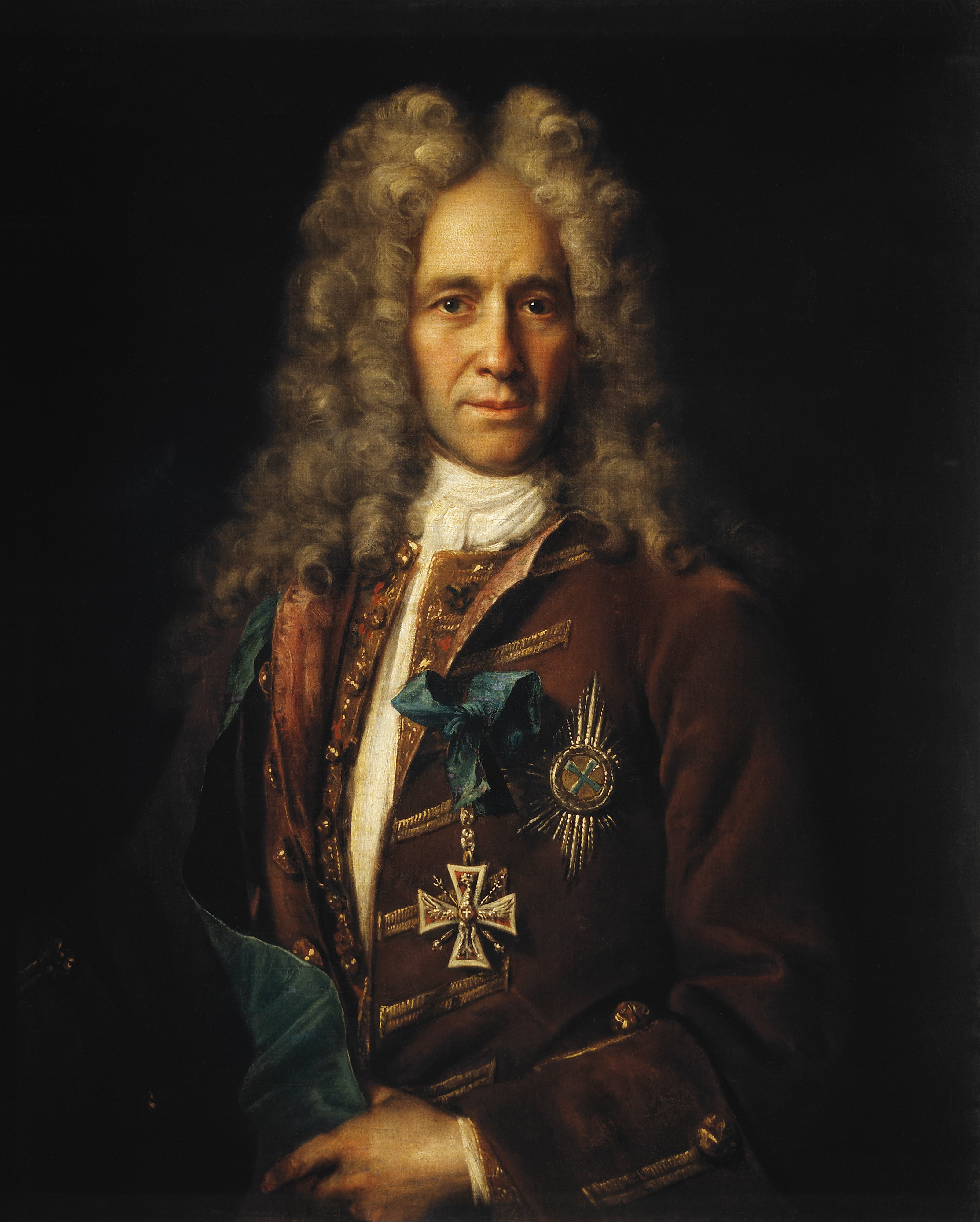
Граф Г. И. Головкин — владелец Липиц

Официальной датой основания села считается 1702 год. В начале XVIII века село принадлежало государственному канцлеру, графу Гавриилу Ивановичу Головкину. Липицы были получены им от Петра I в награду за службу. При Гаврииле Ивановиче началось строительство храма Благовещения Пресвятой Богородицы, освящённого в 1735 году, уже после его смерти. Предполагается, что при сыне Гавриила Ивановича — Михаиле Гавриловиче Головкине была построена усадьба, которой он владел с 1734 года. В конце столетия усадьба переходит генералу М. Л. Измайлову и далее помещикам Майлевским, в 1860 году владелец М. А. Майлевский. На рубеже XIX—XX веков — фабрикант С. Н. Коншин, затем — Б. А. Стобеус, последний владелец до 1917 года — профессор Казаков.
В середине XIX века село состояло из 70 дворов, население занималось обслуживанием почтового сообщения, сельским хозяйством (развито садоводство).
Среди владельцев усадьбы следует упомянуть также одного из последних — сына фабриканта Н. Н. Коншина, Сергея Николаевича Коншина (1863—1911), при котором в Липицах был построен конный завод. На месте завода в советское время была создана МТС.
В 1919 году на основе поместья организован совхоз, закрытый в 1923 году, в 1924 году создается Товарищество по совместной обработке земли. В ходе коллективизации на базе 103 хозяйств создан колхоз, через некоторое время распущенный. В 1931 основан новый колхоз под названием «Призыв», чьё руководство впоследствии будет репрессировано.
В годы Великой Отечественной войны в пойме Оки, недалеко от Липиц, базировался 178-й истребительный авиационный полк ПВО.
В 1950-х годах происходит расширение колхоза «Призыв» за счет соседних хозяйств: «Молния» (Михайловка), «Память Ильича» (Банино), хозяйств деревень Селино, Якшино, Зайцево, Глазово-2. В 1960 году все хозяйства на территории Серпуховского района, расположенные к югу от Оки объединены в новый совхоз «Заокский». В 2006 году совхоз ликвидирован.
В 1994—2006 годах Липицы — центр Липицкого сельского округа.
В 2006—2018 годах — центр Липицкого сельского поселения.

## Инфраструктура
В селе Липицы располагаются детский сад, средняя общеобразовательная школа, дом культуры, Липицкий больничный комплекс (участковая больница и амбулатория), пожарный пункт (МЧС).

## Достопримечательности

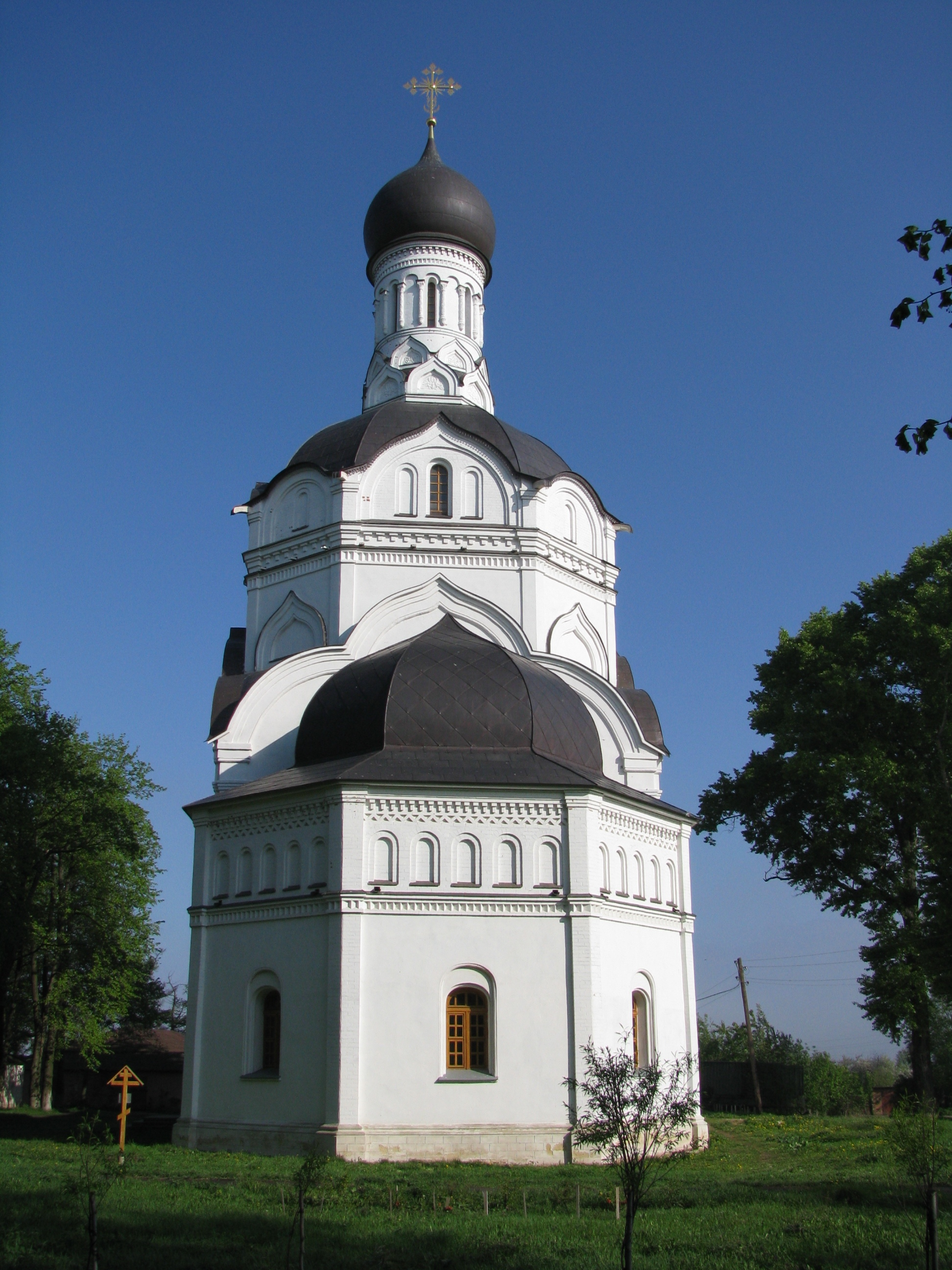
Храм Благовещения Пресвятой Богородицы

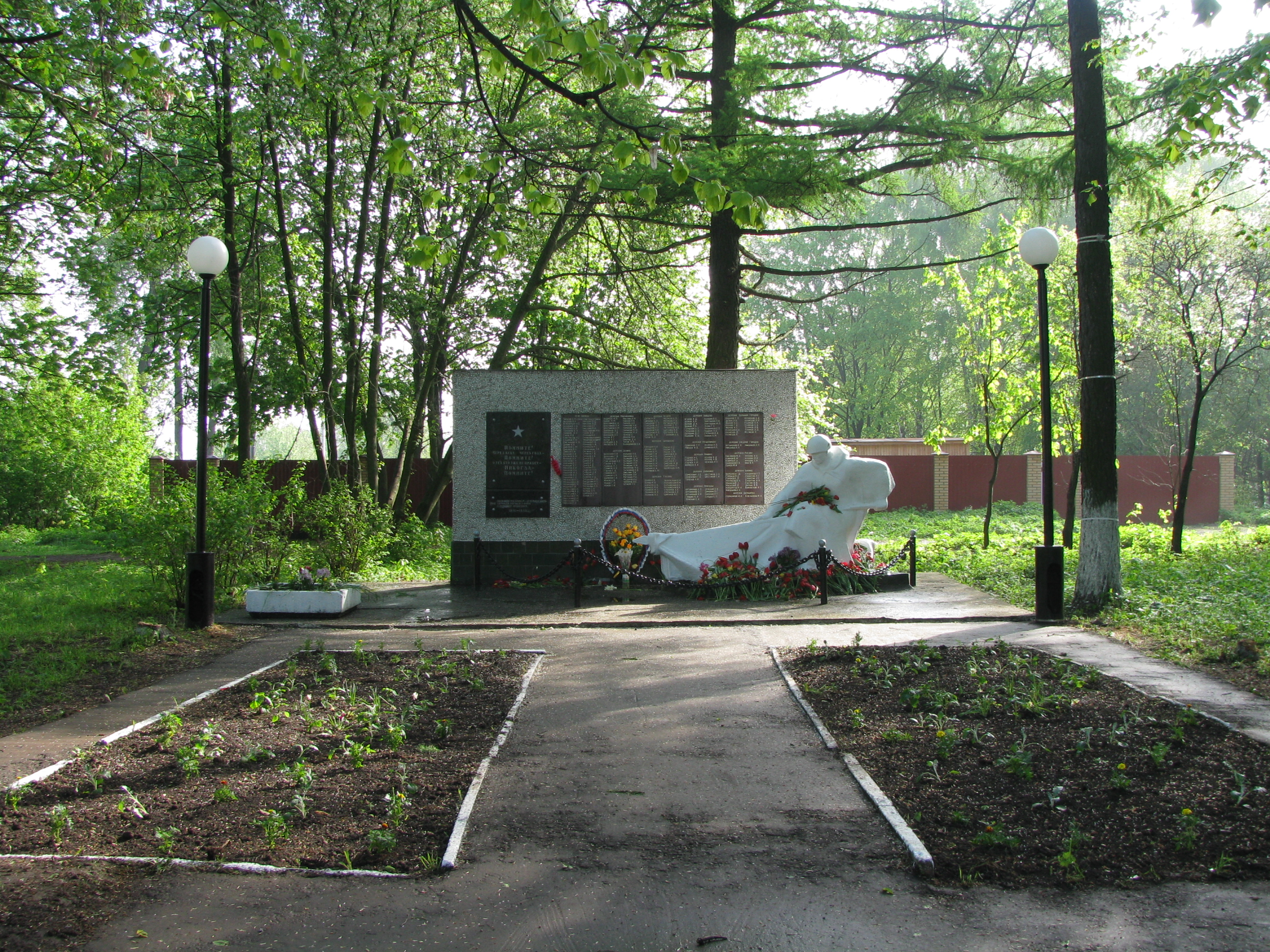
Памятник землякам, погибшим в ходе Великой Отечественной войны

- Храм Благовещения Пресвятой Богородицы. Построен из камня в 1735 году семьёй графов Головкиных. В ходе реконструкции 1853 года возведена колокольня в русском стиле. Сооружение представляет собой четверик с трапезной, в котором расположены приделы: Троицкий и Никольский. В советское время церковь не действовала (закрыта в 1930-х годах, разрушено венчание храма), в помещениях располагались клуб и спортивный зал. С 1998 года вновь проводятся службы, храм передан Русской православной церкви. Произведено восстановление и реконструкция: сооружен восьмерик над четвериком в русском стиле, восстановлена колокольня[8].
- Парк графской усадьбы
- Памятник землякам, погибшим в ходе Великой Отечественной войны

## Известные люди
В Липицах родились:
- Архиепи́скоп Иларио́н (в миру — Владимир Алексеевич Троицкий), ближайший сподвижник патриарха Тихона, святой Русской православной церкви
- Архиепи́скоп Дании́л (в миру — Дмитрий Алексеевич Троицкий) — архиепископ Брянский Русской православной церкви

В селе проживали:
- первый в России канцлер, граф Гавриил Иванович Головкин — родственник царицы Наталии Кирилловны Нарышкиной
- известный дипломат, граф Михаил Гаврилович Головкин
- митрополит Платон (в миру — Петр Георгиевич Ле́вшин), сын Липицкого приходского священника Георгия Левшина[9]